# Autoridad Supervisora Financiera de Islandia
La Autoridad Supervisora Financiera de Islandia (en islandés: Fjármálaeftirlitið (FME)) es la jurisdicción supervisora del sector financiero en Islandia.